# Transports en commun de l'agglomération du Pays Basque
Pour un article plus général, voir Transports dans l'agglomération du Pays Basque.
La communauté d'agglomération du Pays Basque est desservie par plusieurs réseaux de transports en commun, interconnectés entre eux dans des pôles d'échange ou par de simples arrêts de correspondance.  
Txik Txak est le réseau de transports urbains et interurbains le plus important de l'agglomération. Il regroupe plusieurs services de bus à haut niveau de service, de bus, de transport à la demande, de navettes terrestres et fluviales, mais aussi de vélos en libre-service et de covoiturage.  

## Histoire

### Début des transports en commun

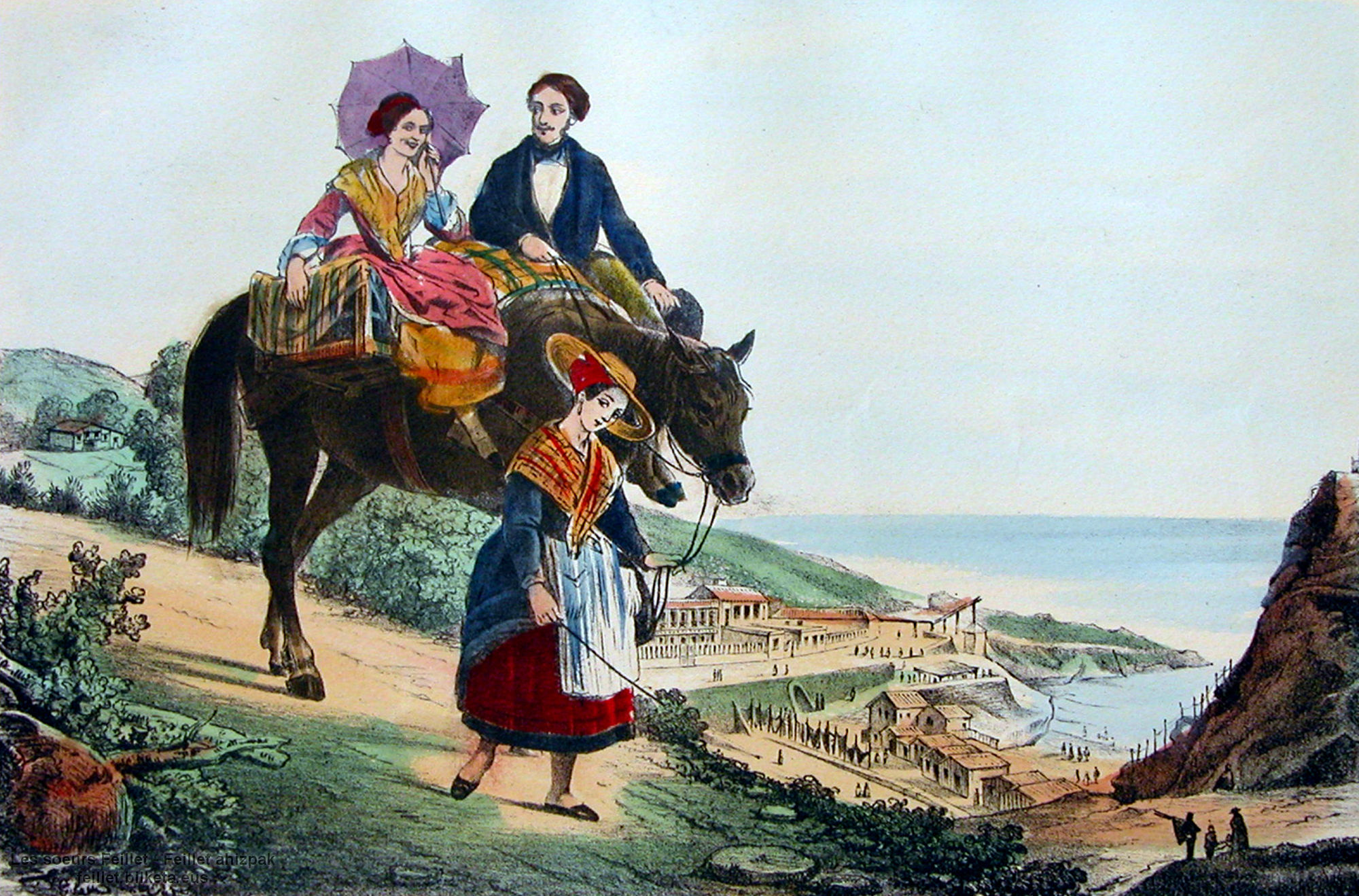
Une lithographie d'Hélène Feillet représentant le cacolet près de Bayonne, au XIXe siècle.

Pendant plusieurs siècles, l'agglomération est circonscrite à Bayonne et ses alentours immédiats. Le reste des grandes villes du Pays basque ne pouvaient donc bénéficier des avantages que cela apportait.
Les premiers moyens de transports publics de l'agglomération sont des chaises à porteurs, ou encore des cacolets, notamment sur la route impériale des Cimes, qui relie Bayonne à Cambo-les-Bains.
En 1765, divers chemins, notamment celui reliant Anglet à Biarritz sont transformés en routes carrossables, permettant l'apparition des voitures à cheval.      

### 1854: arrivée du chemin de fer et développement de l'omnibus
La gare de Bayonne ouvrit en 1854, à l'occasion de l'ouverture de la Ligne de Bordeaux-Saint-Jean à Irun, puis toutes les gares entre Bayonne et Irun ouvrirent en 1864, à l'exception de la Gare d'Irun, ouverte en 1863 dans le cadre de la construction de la Ligne de Madrid à Hendaye. Entre 1891 et 1898, la Ligne de Bayonne à Saint-Jean-Pied-de-Port fut construite, suivie de la Ligne de Saint-Sébastien à Hendaye en 1923, aujourd'hui Métro de Saint-Sébastien, et de la Ligne de Toulouse à Bayonne, inaugurée en 1930 dans son tronçon traversant le Pays basque.
L'ouverture de la gare de Bayonne créant une affluence supplémentaire donne l'idée à Jean-Baptiste Darrigand et Page Bignon de créer une ligne d'omnibus entre Bayonne et Biarritz. En 1872, une deuxième ligne reliant Bayonne à la chambre d'Amour est créée.

### 1877 – 1953: apogée du tramway, disparition des omnibus
Également, des lignes de tramway ont opéré différentes lignes dans la côte basque. Entre 1906 et 1937, Hendaye était desservie par une ligne de tramway faisant partie du VFDM réseau basque, tandis qu'entre 1924-1925 et 1935, une ligne du même réseau reliait Biarritz, Saint-Jean-de-Luz et Hendaye. Plus au nord, les lignes du BLB, du BAB et des VFDM desservaient Bayonne et ses alentours. En 1936, la société des « Cars rouges » met en vente sa ligne entre Saint-Jean-de-Luz et Sare, qui est rachetée par l'un de ses conducteurs, Pascal Arcondéguy, qui fondera pour l'occasion la société Le Basque Bondissant qui en est toujours l'exploitant. Entre 1924 et 1936, une ligne du VFDM a aussi existé entre ces deux villes. 

### 1954 – 1970: disparition du tramway au profit des autobus, à leur tour délaissés
Nonobstant, comme dans la plupart de l'Europe, après la Seconde Guerre mondiale et l'apparition des autobus, toutes ces lignes ont vu leur fin. Seulement à Bayonne et Biarritz un réseau de transports en commun resta, celui de la Régie Départamentale des Transports. En 1954, l'exploitant du réseau change, et la SABB commence à opérer les autobus. Mais, pendant les années 1970, le manque d'investissement et l'affluence quasi inexistante de passagers fait à l'entreprise arrêter le service encore une fois.

### 1970 – années 2010: développement des réseaux de transports municipaux
En raison de la forte croissance urbanistique et démographique de la côte basque, les différentes mairies des grandes villes ont décidé de créer des réseaux d'autobus pour leurs communes. Les réseaux Uribil à Hendaye, Itzulia à Saint-Jean-de-Luz ou la STAB à Bayonne sont issus de ces mouvements.

#### 1979 – 2011: Société des transports en commun de l'agglomération de Bayonne
Exploité par la STAB (Société de Transports en Commun de l'Agglomération de Bayonne), il a été inauguré en 1979, à la suite de la création du Syndicat Mixte des Transports en Commun de l'agglomération de Bayonne. Il comportait 13 lignes, dont une était formée par 3 lignes différentes. Il existait également 3 lignes pour les dimanches et jours feriés, 3 navettes, dont une bateau-bus, 2 lignes de transport à la demande et 2 lignes nocturnes (une étant en service jour comme nuit). Il desservait le "BAB", composé par les villes de Bayonne, Anglet, Biarritz, Tarnos, Boucau et Saint-Pierre-d'Irube.

#### 2007 – 2012: Uribil et Itzulia
Étant composé de trois lignes à la demande, sauf l'après-midi, les mercredis et samedis matin et les 14 juillet et 15 août au matin, il a été mis en service le 21 février 2007 pour la ville d'Hendaye. Le nom provient du basque « petit tour au bord de l'eau ».
Le 6 juillet 2009, le réseau Uribil est restructuré et est remplacé par les lignes bleue et verte circulant de façon régulière toute la journée.
Initialement à la demande, sauf les mards et vendredis matin et les mercredis après-midi, il a été mis en service en 2008 par les villes de Saint-Jean-de-Luz et Ciboure. Le nom provient du basque « le tour ».

## Réseaux actuels
mis à jour le 21 avril 2022.

### Txik Txak
En 2019, les réseaux Chronoplus, Hegobus et Car Express sont unifiés et regroupés sous la marque-ombrelle Txik Txak.